# Орлов, Иван Петрович
Иван Петрович Орлов (1 мая 1911, село Пожня, Сумская область — 15 июня 1985, село Пожня) — стрелок 743-го стрелкового полка 131-й Ропшинской Краснознамённой стрелковой дивизии, красноармеец. Герой Советского Союза.

## Биография
Родился 1 мая 1911 года в селе Пожня ныне Великописаревского района Сумской области. Работал в колхозе, а затем — в управлении золотых приисков в Хабаровском крае.
В Красной Армии с августа 1943 года. Участник Великой Отечественной войны с января 1944 года. Сражался на Ленинградском фронте. Был трижды ранен, контужен.
Стрелок 743-го стрелкового полка красноармеец И. П. Орлов в числе первых 25 июля 1944 года преодолел реку Нарва. На шоссе Нарва — Таллин гранатами подорвал 2 штабные автомашины, захватил важные оперативные документы, 5 пленных и доставил их в штаб.
Указом Президиума Верховного Совета СССР от 24 марта 1945 года за образцовое выполнение боевых заданий командования на фронте борьбы с немецко-фашистскими захватчиками и проявленные при этом мужество и героизм, красноармейцу Орлову Ивану Петровичу присвоено звание Героя Советского Союза с вручением ордена Ленина и медали «Золотая Звезда».
После войны демобилизован. Вернулся в родное село. Работал председателем сельсовета, бригадиром, лесником. Умер 15 июня 1985 года. Похоронен на кладбище в селе Пожня.

## Награды
Награждён орденами Ленина, Отечественной войны 1-й степени, медалями.